# Alianza por el Gran Cambio
Alianza por el Gran Cambio (deutsch: Allianz für den Großen Wandel) war ein Bündnis von bürgerlichen Parteien in Peru, um anlässlich der Wahlen 2011 die Präsidentschaftskandidatur des liberalen Ökonomen Pedro Pablo Kuczynski („PPK“) zu unterstützen. Beteiligte Parteien waren die christdemokratisch-konservative Partido Popular Cristiano (PPC), die Alianza para el Progreso, die evangelikal-wertkonservative Partei Restauración Nacional, sowie die links der Mitte positionierte Partido Humanista Peruano (PHP).
Kuczynski konnte – nach einem ganz auf seine Person ausgerichteten Wahlkampf – in der ersten Runde der Präsidentschaftswahl am 10. April 2011 18,5 % der Stimmen erringen, schied jedoch als Drittplatzierter aus. Bei der Wahl zum Kongress am gleichen Tag gewann das Bündnis 14,4 % der Stimmen und konnte 12 der 130 Sitze im neuen Kongress besetzen. Zum Andenparlament konnte die Allianz, bei 13,9 % der Wählerstimmen, einen der fünf peruanischen Repräsentanten entsenden.